# VSD Rangers 2020
Questa voce raccoglie le informazioni riguardanti i VSD Rangers nelle competizioni ufficiali della stagione 2020.

## Divízió II 2020

### Stagione regolare
| 6 settembre 2020 1ª giornata | VSD Rangers | 38 – 15 | Tatabánya Mustangs |  |

| 26 settembre 2020 4ª giornata | Diósd Saints | 0 – 47 | VSD Rangers |  |

| 4 ottobre 2020 5ª giornata | Szombathely Crushers 2 | 16 – 57 | VSD Rangers |  |

| 18 ottobre 2020 7ª giornata | VSD Rangers | 49 – 6 | Pécs Legioners |  |

### Playoff
| 14 novembre 2020 Semifinale | VSD Rangers | - – - (annullata) | Eger Heroes |  |

## Statistiche di squadra
| Competizione      | %Vittorie | In casa | In casa | In casa | In casa | In casa | In casa | In trasferta | In trasferta | In trasferta | In trasferta | In trasferta | In trasferta | Totale | Totale | Totale | Totale | Totale | Totale |
| Competizione      | %Vittorie | G       | V       | N       | P       | Pf      | Ps      | G            | V            | N            | P            | Pf           | Ps           | G      | V      | N      | P      | Pf     | Ps     |
| ----------------- | --------- | ------- | ------- | ------- | ------- | ------- | ------- | ------------ | ------------ | ------------ | ------------ | ------------ | ------------ | ------ | ------ | ------ | ------ | ------ | ------ |
| Stagione regolare | 1.000     | 2       | 2       | 0       | 0       | 97      | 21      | 2            | 2            | 0            | 0            | 104          | 16           | 4      | 4      | 0      | 0      | 201    | 37     |
| Totale            | 1.000     | 2       | 2       | 0       | 0       | 97      | 21      | 2            | 2            | 0            | 0            | 104          | 16           | 4      | 4      | 0      | 0      | 201    | 37     |